# دنیز کاندیوتی
دنیز کاندیوتی (به انگلیسی: Deniz Kandiyoti)(زاده ۱۵ مارس ۱۹۴۴) نویسنده و پژوهشگری در حوزهٔ روابط جنسیتی و تکوین سیاست در خاورمیانه، با تمرکز بر ترکیه است. او دکترای خود را از دانشگاه اقتصاد لندن گرفته‌است.
آثار وی در مورد جنسیت و اسلام، به خصوص در عرصه‌های پسااستعماری و توسعه روستایی، بر سرتاسر این حوزه تأثیرگذار بوده‌است. او پژوهش تازه‌ای در مور فهم به اعمال اسلام و سیاست‌های دولتی بر زنان را گشوده است، و در نتیجه توجه بیشتری را به این حوزه جلب کرده‌است.
کاندیوتی تا سال ۲۰۱۰ پروفسور دپارتمان مطالعات توسعه در دانشگاه سواس، که بخشی از دانشگاه لندن بود. او کار خود را از سال ۱۹۹۲ در این دانشگاه آغاز کرد.
او به عنوانِ مشاور دربرنامهٔ پیشرفت و توسعهٔ ملل مختلف (UNDP)، و با سازمان بین‌المللی کار(ILO)، سازمانِ علمی فرهنگی و تربیتیِ ملل متحد (UNESCO)، سازمانِ امنیت و همکاری اروپا (OSCE)، سازمانِ برنامهٔ پیشرفت در بریتانیا )DFID) و همچنین (UNIFEM) همکاری داشته‌است.

## سالهای نخست زندگی
کاندیوتی که در استانبول ترکیه متولد شده‌است دارای شهروندی انگلیسی و ترکیه‌ای است. او پیش از تحصیل دکترا، لیسانس هنر خود را در سال ۱۹۶۶ از دانشگاه پاریس و فوق‌لیسانس خود را در رشتهٔ روان‌شناسی اجتماعی از دانشگاه اقتصاد لندن دریافت کرد.

## زندگی دانشگاهی
زندگی دانشگاهی کاندیوتی بر اساس کار نظری و همین‌طور پژوهش‌های میدانی بوده‌است. علاقهٔ آغازین او به بحث جنسیت هنگامی که او در حال انجام تحقیقات دکترای خود در آنتولیای مرکزی بود پدید آمد. کاندیوتی از سال ۱۹۶۹ تا ۱۹۸۰ در دانشگاه استانبول کار کرد اما پس از آن به انگلستان رفت تا در دانشگاه ریچموند در سوری تدریس کند. کاندیوتی در سال ۱۹۸۸ اصطلاح داد و ستد پدرسالارانه را ابداع کرد. این اصطلاح به توصیف تاکتیکی می‌پردازد که طی آن یک زن، تصمیم به همراهی و پذیرش نقش جنسیتی‌ای می‌گیرد که به‌طور کلی به ضرر زنان است اما قدرت و گزینه‌های فردی وی را افزایش می‌دهد.
از سال ۲۰۰۰ تا ۲۰۰۵ کاندیوتی بخشی از یک نیروی تحقیقاتی بود که توسط نهاد تحقیقاتی توسعه اجتماعی سازمان ملل حمایت می‌شد. حوزهٔ اصلی تحقیق در آن زمان ریشه‌کن شدن فقر، گسترش دموکراسی و حقوق بشر، برابری جنسیتی، محیط زیست پایدار، و تأثیرات جهانی‌سازی بود. کاندیوتی همچنین سردبیر مجله سنترال آیژن سوروی است. پروژهٔ اخیر کاندیوتی «اسلام و سیاست جنسیت» نام دارد.
کاندیوتی یکی از اعضاء هیئت تحریریه نشریه مطالعات اوراسیای مرکزی است.

## نظریات
مطالعات اولیه کاندیوتی بر اقتصاد سیاسی و گذار روستایی تمرکز داشت. اما سپس به سمت جنسیت، ملی‌گرایی و اسلام متمایل شد. اخیراً مطالعه وی به «بررسی سیاست‌های جنسیتی در جوامع با اکثریت مسلمان، اما با چشم‌انداز تطبیقی گسترده‌تر، بازگشته است» چشم‌اندازی که علاوه بر ترکیه شامل افغانستان و ازبکستان می‌شود.
دنیز کاندیوتی همواره بر موضوع خاورمیانه و زنان تمرکز داشته‌است. وی می‌گوید نظام خانوادگی مردسالارانه در کشورهای خاورمیانه بسیار بیشتر از هر منطقه دیگری در جهان یافت می‌شود. مهم‌ترین خصوصیت نظام خانوادگی مردسالارانه، خشونت است و همین خشونت است که جوامع خاورمیانه را گریبانگیر خویش کرده‌است.